# 包叙定
包叙定（1939年2月—），出生于中国江苏无锡，曾任中华人民共和国机械工业部部长，1998年部门裁减后到国家计委任副职。1999年6月，因重庆党政领导不合，中共中央决定更换重庆的主要党政领导，包叙定因此出任重庆市长，在中共十六大前退休，退休后任中国国际工程咨询公司总经理。

## 生平
- 1961年7月加入中国共产党，研究生。
- 1958年毕业于沈阳机械工业学校金属材料热处理专业。
- 1975年-1984年任四川省机械工业局副局长、省机械工业厅副厅长、党组副书记。
- 1986年-1988年任四川省机械工业厅厅长、党组书记。
- 1988年-1990年任四川省计划经济委员会主任、党组书记。
- 1990年11月-1993年3月任机械电子工业部副部长、党组成员。
- 1993年5月-1996年任机械工业部副部长、党组成员。
- 1996年3月-1998年3月任机械工业部部长、党组书记。
- 1998年-1999年6月任国家发展计划委员会副主任、党组成员（正部级）。
- 1999年6月起任中共重庆市委常委、副书记，同时在重庆市第一届人大常委会第十七次会议上当选为重庆市副市长、代市长。
- 2000年1月在重庆市一届人大第四次会议上当选为重庆市市长。

包叙定是中共第十五届中央委员。